# Johann Duerst

Johann Duerst (etwa 1920)

Johann Ulrich Duerst, auch J. Ulrich Duerst (* 4. Oktober 1876 in Köln; † 7. Oktober 1950 in Ins, Schweiz), war ein deutscher Agrarwissenschaftler und Zoologe, der nahezu 40 Jahre an der Veterinärmedizinischen Fakultät der Universität Bern als Hochschullehrer tätig war.

## Leben
Er studierte an der Königl. Preußischen Landwirtschaftlichen Akademie Poppelsdorf b. Bonn sowie an der Universität und dem Eidgenössischen Polytechnikum Zürich Landwirtschaft und Zoologie. 1895 wurde er Mitglied des späteren Corps Agraria Bonn. 1898 schloss er das Studium in Zürich als Diplom-Landwirtschaftslehrer ab. Es folgte 1899 die Promotion zum Dr. phil. an der Universität Zürich. 1901 wurde er Privatdozent am Eidgenössischen Polytechnikum Zürich. Ab 1908 war er außerordentlicher und von 1911 bis 1947 ordentlicher Professor an der Veterinärmedizinischen Fakultät der Universität Bern. Auch war er Rektor der Universität. Hier lehrte er die Fächer Tierzucht, Tierhygiene, Beurteilungslehre und gerichtlicher Tierheilkunde. Es entstanden etwa 150 Veröffentlichungen zur allgemeinen und speziellen Tierzucht sowie zur Stammesgeschichte der Nutztiere. Im Weiteren hat Duerst zu den Ursachen der Entstehung des Kropfes (Struma) ausgedehnte Forschung betrieben und wurde dazu von Stiftungen sowie von der Eidgenössischen Kropfkommission unterstützt.

## Werke (Auswahl)
- Die Rinder von Babylonien, Assyrien und Ägypten und ihr Zusammenhang mit den Rindern der alten Welt. Diss. Univ. Zürich, 1899;
- Studien über die Geschichte des aegyptischen Hausschafes. Mit Claude Gaillard, 1902;
- Grundzüge der Naturgeschichte der Haustiere. Von Martin Wilckens, neubearb. von J. Ulrich Duerst, 2. Aufl., Leipzig : Schmidt, 1905;
- Selektion und Pathologie. Hannover : Schaper, 1911; Arbeiten der DGfZ, Heft 12;
- Die Beurteilung des Pferdes. Stuttgart : Enke, 1922,
- Taschenbuch der Pferdebeurteilung. Stuttgart : Enke, 1923;
- Das Horn der Cavicornia. Zürich : Fretz, 1926;
- Beurteilung des Pferdes und Rindes. Urban & Schwarzenberg, 1926;
- Handbuch der biologischen Arbeitsmethoden. Teil 1: Vergleichende Untersuchungsmethoden am Skelett bei Säugern. Urban & Schwarzenberg, 1926;
- Grundlagen der Rinderzucht. Berlin : Springer, 1931;
- Die Ursachen der Entstehung des Kropfes (Struma) und seiner Formen bei Mensch und Tier mit Ausblicken auf rationelle Prophylaxe und Heilung. Deduktive und synthetisch-experimentelle Studien über die Variationen des thyreo-thymischen Systemes der Vertebraten und des Menschen unter dem Einfluss der Umwelt. Hans Huber, Bern 1941.

## Auszeichnungen & Ehrenämter
- Dekan der Veterinärmedizinischen Fakultät der Universität Bern 1913–15, 1923–26, 1932–34, 1942–44
- 1932 Mitglied der Leopoldina
- 1936/37 Rektor der Universität Bern
- 1936 Ehrenpromotion zum Dr. h. c. an der Friedrich-Wilhelms-Universität Berlin
- 1937 Hermann-von-Nathusius-Medaille in Gold der Deutschen Gesellschaft für Züchtungskunde (DGfZ)